# Quanah Parker
Quanah Parker (c. 1845 o 1852 - 23 de febrero de 1911) fue uno de los más famosos e importantes dirigentes comanches de la época de la reserva. Era hijo del jefe comanche Peta Nocona y de la prisionera anglotexana Cynthia Ann Parker.

## Biografía
En 1836, con tan solo 9 años, la familia de Cynthia Ann Parker fue aniquilada por un grupo de comanches. Tal y como era habitual entre aquellas tribus, los comanches asesinaron a los adultos y se llevaron a la niña. Parker creció y vivió como una comanche, y se casó con Peta Nocona con quien tuvo una hija, Topsana ("flor de la pradera") y dos hijos; Quanah ("Fragancia") y Pecos ("Nueces").
Probablemente nació entre 1845 y 1852 en Oklahoma. Su vida volvió a cambiar bruscamente en diciembre de 1860 cuando un grupo de rangers destruyó la aldea comanche, mató a todos sus habitantes y «capturó» a Cynthia y Flor de la Pradera, quienes fueron llevadas junto a sus tíos blancos, que la recibieron con los brazos abiertos. Pero Cynthia no se sentía una texana sino una comanche alejada de su familia y de su pueblo. Intentó escapar pero no lo consiguió, y su familia decidió encerrarla. Cuando Flor de la Pradera murió de una enfermedad, Cynthia no encontró ningún motivo para mantenerse con vida y se negó a comer hasta que le llegó la muerte.
Quanah, Pecos y Peta Nocona estaban de caza cuando se produjo el ataque, y de esta forma se salvaron del aniquilamiento de su aldea. Sin embargo, una herida infectada mató a Peta Nocona y una enfermedad a Pecos, Quanah se quedó solo. 
En 1867, Estados Unidos y los comanches de la pradera firmaron la paz en Medicine Lodge (Kansas). Un grupo de comanches, los kwahadis, se negaron a aceptar estas condiciones, Quanah estaba con ellos. Durante la siguiente década, Quanah se convertirá en uno de los más importantes jefes indios del Llano Estacado, donde realizará una eficaz guerra de guerrillas. El 27 de junio de 1874 una coalición de indios comanche, kiowas, cheyenes y arapahoe, dirigidos por Quanah, asaltaron Adobe Walls, un importante centro de cazadores de búfalos. El ataque fracasó ante el superior armamento de los cazadores, pero sirvió como revulsivo que puso en ebullición todas las praderas. Los ataques indios se extendieron desde Texas a Colorado, obligando al gobernador a pedir refuerzos. Cinco columnas de caballería fueron enviadas con la intención de terminar la guerra india de una vez por todas.
El 2 de junio de 1875, tan solo un año después de Adobe Walls, Quanah y sus hombres se rindieron. Fueron los últimos indios en hacerlo.
Pero Quanah todavía se sentía responsable del destino de su tribu, y realizó uno de los mayores esfuerzos que nadie ha hecho por su pueblo. Perdonó a su familia blanca.
Con un pasaporte especial, atravesó los EE. UU. hasta encontrar a Silas Parker, el tío de su madre. Este le acogió cordialmente, y le ayudó a comprender las técnicas de los blancos y a mejorar su inglés.
A su regreso sabía lo que tenía que hacer. Convirtió a su pueblo en agricultor y realizó una intensa labor política a favor de los indios. Sus peripecias le llevó varias veces hasta Washington y el propio presidente Roosevelt le dio un trato de amigo.
Quanah murió de pulmonía el 22 de febrero de 1911. Fue enterrado con sus ropas de jefe comanche junto a su madre Cynthia Ann y su hermana Flor de la Pradera.
La serie basada en la novela de Jack Jackson, Comanche Moon (2003) retrata la historia desde la adopción de Cynthia Ann Parker hasta la muerte de Quanah Parker actuado por Eddie Spears.